# Леандро Донизете
Леандро Донизете Гонсалвес да Силва (порт. Leandro Donizete Gonçalves da Silva; родился 18 мая 1982, Араракуара), более известный как Леандро Донизете (порт. Leandro Donizete) — бразильский футболист, опорный полузащитник.

## Биография
Леандро начал карьеру в клубе «Ферровиария». Он выступал за команду на протяжении четырёх сезонов и стал одним из лидеров клуба. В 2008 году Донизете перешёл в клуб «Коритиба». С новой командой он трижды выиграл Лигу Паранаэнсе и помог ей после вылета в Серию B вернуться обратно.
В 2012 году Леандро перешёл в «Атлетико Минейро». 10 июня в матче против «Палмейраса» он дебютировал за команду в Серии А, заменив Бернарда в конце второго тайма. 17 марта 2013 года в матче Лиги Минейро против «Америки Минейро» Донизете забил свой первый гол за «Атлетико Минейро». С командой он дважды стал чемпионом Лиги Минейро. 2013 году Леандро завоевал Кубок Либертадорес, а через год стал обладателем Рекопа Южной Америки.
В 2017—2018 годах выступал за «Сантос», после чего провёл полтора года в «Америке Минейро». Последним клубом в карьере Леандро Донизете стала «Лондрина» в сезоне 2020 года.

## Достижения
- Чемпион штата Минас-Жерайс (2): 2012, 2013
- Чемпион штата Парана (3): 2008, 2010, 2011
- Победитель чемпионата Бразилии в Серии B (1): 2010
- Чемпион Кубка Бразилии (1) 2014
- Обладатель Кубка Либертадорес (1) 2013
- Обладатель Рекопы Южной Америки (1) 2014